# Малый Шуйбеляк
Малый Шуйбеляк (мар. Изи Шӱвылак) — деревня в Новоторъяльском районе Республики Марий Эл. Входит в состав Чуксолинского сельского поселения.

## География
Находится в северо-восточной части республики Марий Эл на расстоянии менее 2 км по прямой на юг от районного центра посёлка Новый Торъял.

## История
Известна с 1920 года, когда здесь проживали 93 человека. В 1939 году в деревне насчитывалось 290 жителей, в 1973 году в 29 хозяйствах проживали 127 жителей. В 1980 году деревни Малый Шуйбеляк и Большой Шуйбеляк объединили в деревню Шуйбеляк, позже они разъединились. В советское время работали колхозы «Альмарий», «У илыш», «Мичуринец» и «1 Мая».

## Население
Население составляло 122 человека (мари 100 %) в 2002 году, 98 в 2010.